# Парламентские выборы на Барбадосе (1944)
Парламентские выборы на Барбадосе проходили в 27 ноября 1944 года для избрания 24 депутатов Палаты собрания в парламенте Барбадоса. Это стали первые выборы после получения женщинами избирательного права. Кроме этого, имущественный ценз был снижен с £50 до £20. Это привело к увеличению зарегистрированных избирателей с 6 тыс. в 1938 году до 15 тыс. к выборам 1944 года.
В результате три политические партии Прогрессивная лига Барбадоса во главе с сэром Грэнтли Адамсом, Партия Вест-Индского национального конгресса во главе с Уинтером Кроуфордом и Ассоциация выборщиков Барбадоса во главе с Джеком Уилкинсоном получили по 8 депутатских мест.

## Результаты
|                                                                    | Ассоциация выборщиков Барбадоса              | 8  | -7    |
|                                                                    | Прогрессивная лига Барбадоса                 | 8  | +4    |
|                                                                    | Партия Вест-Индского национального конгресса | 8  | новая |
| Всего                                                              | Всего                                        | 24 | 0     |
| Источник: Lewis Архивная копия от 8 января 2022 на Wayback Machine |                                              |    |       |